# Neoculex
Neoculex é um subgénero do Género Culex, pertencente à família Culicidae.